# Franklin (Iowa)
Franklin – miejscowość w Stanach Zjednoczonych, w południowo-wschodniej części stanu Iowa, w hrabstwie Lee. Według danych z 2000 roku miasto miało 120 mieszkańców.